# Cal Tinent
Cal Tinent – opuszczona miejscowość w Hiszpanii, w Katalonii, w prowincji Girona, w comarce Gironès, w gminie Celrà.
Według danych INE z 2004 roku miejscowości nie zamieszkiwała ani jedna osoba.